# Svinice
Svinice, ungarisch Szinyér (bis 1948 slowakisch „Szinyér“) ist eine Gemeinde im Osten der Slowakei mit 219 Einwohnern (Stand 31. Dezember 2024), die zum Okres Trebišov, einem Kreis des Košický kraj, gehört. Sie ist Teil der traditionellen Landschaft Zemplín.

## Geographie
Die Gemeinde befindet sich im südlichen Teil des Ostslowakischen Tieflands in der Kleinregion Medzibodrožie (ungarisch Bodrogköz), auf einem alten natürlichen Deich der Latorica. Das Ortszentrum liegt auf einer Höhe von 105 m n.m. und ist 13 Kilometer von Kráľovský Chlmec sowie 48 Kilometer von Trebišov entfernt (Straßenentfernung).
Nachbargemeinden sind Zatín im Nordwesten, Norden und Nordosten, Vojka im Osten, Svätuše im Südosten, Malý Horeš (Katastralgemeinde Nový Horeš) im Süden und Rad im Südwesten und Westen.

## Geschichte
Auf dem Gemeindegebiet gab es eine altungarische Grabstätte.
Svinice wurde zum ersten Mal 1311 als Scynereg schriftlich erwähnt, weitere historische Bezeichnungen sind unter anderen Sciner (1319), Zyner (1337), Zwynyer (1444) und Szinyér (1773). 1358 war das Dorf Besitz des Landadels und wechselte im Laufe der Jahrhunderte häufig die Besitzer. 1557 war es Gut des Geschlechts Perényi, im 19. Jahrhundert besaßen die Familien Semsey und Liszy Gutsanteile.
1557 wurden vier Porta verzeichnet, 1715 gab es sechs verlassene und zwei bewohnte Haushalte. 1787 hatte die Ortschaft 32 Häuser und 250 Einwohner, 1828 zählte man 57 Häuser und 433 Einwohner, die als Landwirte beschäftigt waren.
Bis 1918/1919 gehörte der im Komitat Semplin liegende Ort zum Königreich Ungarn und kam danach zur Tschechoslowakei beziehungsweise heutigen Slowakei. Auf Grund des Ersten Wiener Schiedsspruchs war der Ort von 1938 bis 1944 noch einmal Teil Ungarns.

## Bevölkerung
| Jahr                | 1994 | 2004    | 2014    | 2024    |
| ------------------- | ---- | ------- | ------- | ------- |
| Anzahl der Personen | 248  | 245     | 230     | 219     |
| Unterschied         |      | −1,20 % | −6,12 % | −4,78 % |

| Jahr                | 2023 | 2024    |
| ------------------- | ---- | ------- |
| Anzahl der Personen | 213  | 219     |
| Unterschied         |      | +2,81 % |

Nach der Volkszählung 2011 wohnten in Svinice 234 Einwohner, davon 208 Magyaren, 21 Slowaken und ein Rom. Vier Einwohner machten keine Angabe zur Ethnie.
145 Einwohner bekannten sich zur römisch-katholischen Kirche, 34 Einwohner zur reformierten Kirche, 28 Einwohner zur griechisch-katholischen Kirche, drei Einwohner zu den Zeugen Jehovas und ein Einwohner zur orthodoxen Kirche. 18 Einwohner waren konfessionslos und bei fünf Einwohnern wurde die Konfession nicht ermittelt.

## Bauwerke und Denkmäler
- reformierte (calvinistische) Kirche im spätromanischen und frühgotischen Stil aus dem 13. Jahrhundert, in der ersten Hälfte des 15. Jahrhunderts umgebaut (neue Sakristei und erhöhter Turm), im Inneren befinden sich Reste der Malereien in mehreren Schichten
- römisch-katholische Kirche aus der ersten Hälfte des 20. Jahrhunderts
- evangelische Kirche aus dem Jahr 1929

## Verkehr
Durch Svinice führt die Cesta III. triedy 3695 („Straße 3. Ordnung“) Rad-Hrušov (Anschluss an die Cesta I. triedy 79 („Straße 1. Ordnung“)) und Boľ. Der nächste Bahnanschluss ist in Somotor an der Bahnstrecke Čierna nad Tisou–Košice.